# Bistum Szeged-Csanád

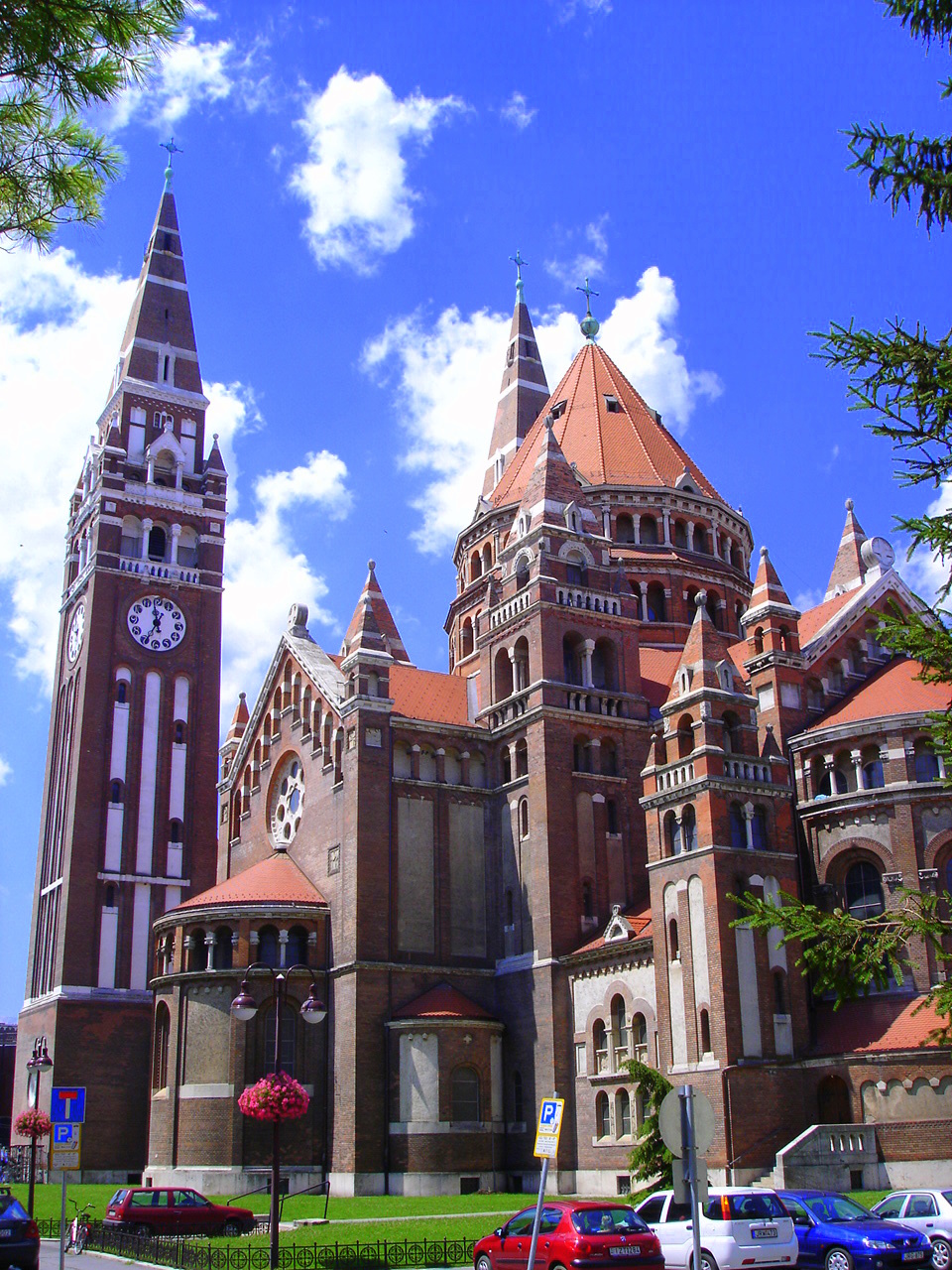
Kathedrale von Szeged

Das in Ungarn gelegene Bistum Szeged-Csanád (deutsch Diözese Szegedin-Tschanad; lateinisch Dioecesis Szegediensis-Csanadiensis) wurde im Jahre 1030 als Bistum Csanád errichtet. Dieses Gründungsdatum ist den Pressburger (Bratislava/Pozsony) Annalen zu entnehmen. Gründer der Diözese war der heilige Stefan, der erste christliche König Ungarns, der den heiligen Gerhard im Jahre 1030 zum Bischof der neu errichteten Diözese ernannte.
Das Bistum Csanád gehört zur Kirchenprovinz Kalocsa-Kecskemét. Es umfasste das Gebiet der heutigen Kreise Timiș, Caras-Severin, Arad, Csanád und Teile von Csongrád und Békés, und somit eine Fläche von 13.713 km².
Im 16. Jahrhundert, während des von György Dózsa angeführten Bauernaufstands (1514), wurde Bischof Nicholas Csáky gepfählt. Nach der Schlacht bei Mohács (1526), in welcher Bischof Franz Csaholy (1514–26) umgebracht wurde, fiel die Diözese an den mit den Türken verbündeten Johann Zápolya. 1552, als die Türken Temeswar eroberten und die Diözese Csanád übernahmen, war diese fast völlig zerstört. Erst nach dem Ende der osmanischen Besetzung und dem Frieden von Passarowitz (1718) rief Bischof Ladislaus Nádasdy (1710–30) die Diözese wieder ins Leben. Das weitgehend entvölkerte Land wurde durch die Schwabenzüge mit deutschen Kolonisten besiedelt. Zur Zeit von Bischof Ladislaus Kőszeghy (1800–1828) wurde das Priesterseminar gegründet, Bischof Alexander Csajághy (1851–1860) brachte die Armen Schulschwestern Unserer Lieben Frau in die Diözese, und Alexander Bonnaz (1860–1889) errichtete das Knabenseminar.
Der Sitz des Bistums wurde spätestens am 19. Juni 1931 von Timișoara nach Szeged verlegt (andere Quellen: 1923). Dem vorausgegangen war die Gründung des Bistums Timișoara nach dem Konkordat Rumäniens aus den rumänischen Territorien des Bistums.
Der 1913 begonnene, aber durch den Ersten Weltkrieg unterbrochene Bau der viertgrößten Kirche Ungarns, des Domes zu Szeged, wurde 1930 beendet.
Am 5. August 1982 wurde die Diözese in Bistum Szeged-Csanád umbenannt. Am 31. Mai 1993 musste die Diözese, wie auch das Erzbistum Eger, dem neu errichteten Bistum Debrecen-Nyíregyháza Territorium abtreten.